# Парламентские выборы во Франции (1792)
Парламентские выборы в Национальный конвент Франции 1792 года проходили 2 и 6 сентября после избрания коллегии выборщиков 26 августа. Выборы проходили сразу после восстания 10 августа и низвержения Людовика XVI. При крайне низкой явке избирателей (около 10%) большинство голосов получили умеренные («Болото»).
Сразу после выборов уже 21 сентября 1792 года Национальный конвент объявил об отмене монархии в стране.

## Результаты
|        |            |               |  |  |  |
| Партия | Партия     | Мест получено |  |  |  |
|        | Болото     | 389           |  |  |  |
|        | Монтаньяры | 200           |  |  |  |
|        | Жирондисты | 160           |  |  |  |